# Гатауллін Родіон Аксанович
Родіон Аксанович Гатауллін (рос. Радион Аксанович Гатауллин, 23 листопада 1965, Ташкент, Узбецька РСР, СРСР) — радянський і російський легкоатлет, стрибун з жердиною. Майстер спорту СРСР міжнародного класу (1984). Заслужений майстер спорту СРСР (1989). Етнічний татарин.
Срібний призер Олімпійських ігор 1988 року. Чемпіон світу у приміщенні (1989, Будапешт). Другий стрибун після Сергія Бубки, який зумів подолати планку на висоті 6,00 м. Рекордсмен світу зі стрибків із жердиною у закритих приміщеннях — 6,02 м (1989, Гомель). Найкращий результат на відкритому стадіоні — 6,00 м (1989, 1993, 1994). Багаторазовий переможець і призер всесоюзних та всеросійських першостей.

## Біографія
Батько — льотчик-випробувач цивільної авіації в Ташкенті, мати — доцент кафедри гігієни медінституту.
Починав як десятиборець, але з 1979 став займатися стрибками з жердиною. Перший тренер — Валерій Романович Коган. Звання майстра спорту отримав у 17 років.
1983 року став переможцем юніорської першості Європи. Тренувався під керівництвом Олександра Кириловича Оковитого.
Після 1992 року виступав під прапором Росії, жив у Санкт-Петербурзі. Завершив виступи у 2002 році, після чого перейшов на тренерську роботу.
За першою спеціальністю — лікар-терапевт.
Дружина — Тетяна Решетнікова (біг з бар'єрами). Старший брат — інженер-літакобудівник, молодший брат — Руслан Гатауллін (стрибки в довжину). Дочка — Аксана (стрибки з жердиною)..